# El Control
El Control är en ort i Mexiko.   Den ligger i kommunen Matamoros och delstaten Tamaulipas, i den östra delen av landet, 700 km norr om huvudstaden Mexico City. El Control ligger 24 meter över havet och antalet invånare är 3 136.
Terrängen runt El Control är mycket platt. Runt El Control är det ganska tätbefolkat, med 134 invånare per kvadratkilometer. El Control är det största samhället i trakten. Trakten runt El Control består till största delen av jordbruksmark.